# Alguien debe morir esta noche
Alguien debe morir esta noche es una obra de teatro de Fernando García Tola, estrenada en 1975.

## Argumento
La obra plantea el secuestro por parte de Phytt, de la mujer de un alto mando del gobierno. Esta, que en un principio se mantenía digna y con gran repulsión a su raptor, acabará cambiando radicalmente de actitud, cuando descubra que su marido preferirá el poder a ella. La mujer, incluso, llegará a sentir un cariño muy especial (¿amor?) por su captor.

## Estreno
- Teatro Reina Victoria, Madrid, 13 de agosto de 1975.
  - Dirección: Víctor Andrés Catena.
  - Escenografía: Enrique Alarcón.
  - Intérpretes: Francisco Piquer, Charo Soriano, Juan Lizárraga, Jaime Redondo, Juan Vera.